# Vzvratno gibanje
Vzvrátno gíbanje (ali retrográdno in tudi obrátno gíbanje) je v astronomiji gibanje nebesnih teles v smeri, ki je obratna od smeri gibanja ostalih podobnih teles. Pri nebesnih telesih je takšno gibanje lahko dejansko (zaradi smeri vrtenja telesa) ali navidezno (zaradi lege opazovalca). Gibanje v obratni smeri (v smeri gibanja večine teles) se imenuje napredno, oziroma progradno gibanje.
V Osončju se večina teles giblje v smeri, ki je enaka smeri gibanja urinih kazalcev, če se gleda iz smeri zvezde Severnice. Njihovo gibanje je torej napredno. Gibanje večine teles v Osončju v napredni smeri ima vzrok v načinu njegovega nastanka. Osončje je nastalo iz oblaka medvezdne snovi in njegovo začetno vrtenje ima posledice v načinu vrtenja teles v njem. Nekateri manjši naravni sateliti se gibljejo v obratni smeri gibanja kazalcev na uri (gledano iz severnega pola) in se zato imenujejo retrogradni sateliti. Nekateri veliki planeti imajo lahko tudi več retrogradnih kot progradnih satelitov. Retrogradni sateliti so običajno ujeti asteroidi ali ujeta telesa iz Kuiperjevega pasu. Retrogradne tire imajo še nekateri asteroidi in kometi.
Tudi vrtenje nebesnih teles okrog svoje osi se lahko obravnava na isti način. Skoraj vsi planeti v Osončju se prav tako vrtijo v isti smeri (nasprotno od smeri vrtenja kazalcev na uri, gledano iz severa – v napredni smeri). Izjemi sta planeta Venera in Uran, ki se vrtita okrog svoje osi v nasprotni smeri. Njuno vrtenje okrog osi je vzvratno. Pri vzvratnem vrtenju okrog svoje osi je severni pol v južni hemisferi glede na ravnino kroženja okrog osrednjega telesa.
Navidezno vzvratno gibanje nastane zaradi lege opazovalca gibanja nebesnega telesa. Planeti, ki so od Sonca bolj oddaljeni kot Zemlja (Mars, Jupiter, Saturn, Uran in Neptun), včasih zamenjajo navidezno smer gibanja po nebu. Običajno se vsi ti planeti navidezno gibljejo v isti smeri glede na zvezde stalnice. Včasih pa se zgodi, da planet zastane in se prične gibati v obratni smeri. Zaradi tega se to imenuje navidezno vzvratno gibanje.